# Tế Nhĩ Cáp Lãng
Tế Nhĩ Cáp Lãng (tiếng Mãn: ᠵᡳᡵᡤᠠᠯᠠᠩ, Möllendorff: Jirgalang, đại từ điển: Zhirgalang, Abkai: Jirgalang; giản thể: 济尔哈朗; phồn thể: 濟爾哈朗; bính âm: Jì'ěrhāláng; 19 tháng 11, 1599 - 11 tháng 6, 1655), Ái Tân Giác La, là một quý tộc, lãnh đạo chính trị và quân sự Mãn Châu vào đầu thời nhà Thanh.
Ông sinh ra trong gia tộc Ái Tân Giác La, là con trai thứ sáu của Thư Nhĩ Cáp Tề - em của người sáng lập ra nhà Thanh là Nỗ Nhĩ Cáp Xích. Từ năm 1638 đến năm 1643, ông đã tham gia nhiều chiến dịch quân sự nhằm lật đổ nhà Minh. Sau khi Hoàng Thái Cực băng hà vào tháng 9 năm 1643, Tế Nhĩ Cáp Lãng trở thành một trong hai vị đồng Phụ chính vương trẻ tuổi của Thuận Trị Đế, song ông đã sớm nhường hầu hết quyền lực chính trị cho Nhiếp chính vương Đa Nhĩ Cổn vào tháng 10 năm 1644, và Đa Nhĩ Cổn cuối cùng đã loại bỏ ông ra khỏi vị trí phụ chính vào năm 1648 sau khi hạch tội ông từng ủng hộ Túc Thân vương Hào Cách. Sau khi Đa Nhĩ Cổn qua đời năm 1650, Tế Nhĩ Cáp Lãng đã dẫn đầu một nỗ lực nhằm làm thanh tẩy chính quyền của những người ủng hộ Đa Nhĩ Cổn. Từ đó đến khi mất, Tế Nhĩ Cáp Lãng trở thành một Hoàng thúc được nể trọng của Thuận Trị Đế, tôn gọi Thúc Hòa Thạc Trịnh Thân vương (叔和碩鄭親王).
Tế Nhĩ Cáp Lãng là một trong 10 vị Hòa Thạc Thân vương khi ấy. Sau khi qua đời, con trai Tế Độ được giữ nguyên tước vị Hòa Thạc Thân vương, nhưng lại đổi gọi thành Giản Thân vương, từ đó các hậu duệ của ông là Thiết mạo tử vương, tức vĩnh viễn được giữ nguyên tước vị khi thế tập.

## Cuộc đời
Tế Nhĩ Cáp Lãng sinh ngày 2 tháng 10 (âm lịch) năm Vạn Lịch thứ 27, mẹ là Kế phi Ô Lạp Na Lạp thị, do đó là em cùng mẹ với A Mẫn. Khi Thư Nhĩ Cáp Tề mất, Tế Nhĩ Cáp Lãng được Thái Tổ Nỗ Nhĩ Cáp Xích nuôi trong cung, sơ phong Bối lặc.
Năm Thiên Mệnh thứ 10 (1624), Tế Nhĩ Cáp Lãng cùng Đài cát A Ba Thái xuất binh viện trợ Khoa Nhĩ Thấm vây công Sát Cáp Nhĩ, từ ấy lập nên quân công.
Năm thứ 11 (1625), ông có công đem quân đi chinh phạt Khách Nhĩ Khách Ba Lâm bộ và Trát Lỗ Đặc bộ.

### Thời Hoàng Thái Cực

#### Đại tướng Hậu Kim
Năm Thiên Thông nguyên niên (1627), Hoàng Thái Cực mệnh Bối lặc A Mẫn làm chủ soái, dẫn binh chinh phạt Triều Tiên, Nhạc Thác, Đỗ Độ và Tế Nhĩ Cáp Lãng cùng theo. Triều Tiên Nhân Tổ Lý Tông cầu hòa, các Bối lặc đồng ý đàm phán. A Mẫn muốn tiếp tục tấn công và Vương đô nhưng, nhưng Tế Nhĩ Cáp Lãng và Nhạc Thác đều cho rằng không thích hợp để tấn công, chỉ nên trú quân ở Bình Sơn. A Mẫn muốn cùng Đỗ Độ đóng quân đồn trú ở Triều Tiên, Đỗ Độ cũng không đồng ý. Sau đó, các Bối lặc bắt được Lý Giác - em trai của Lý Tông, buộc Lý Tông đầu hàng, đồng ý cống nạp. Hậu Kim kết minh với Triều Tiên mà không thông báo cho A Mẫn. Sau khi A Mẫn biết tin, lấy cớ mình không tham gia vào việc kết minh mà dung túng cho thuộc hạ tùy ý cướp bóc. Cuối cùng lấy việc các Bối lặc nhượng bộ, để Lý Giác kết minh với A Tế Cách mà kết thúc chiến sự, thu quân về triều.
Tháng 5, ông theo Hoàng Thái Cực tấn công nhà Minh, vây Cẩm Châu, lại cùng Mãng Cổ Nhĩ Thái đánh bại quân Minh. Lúc thu quân về Ninh Viễn thì đụng độ với Minh Tổng binh Mãn Quế, Tế Nhĩ Cáp Lãng dốc sức suất quân chiến đấu, đại bại quân Minh.
Năm thứ 2 (1628), tháng 5, ông cùng với Hào Cách đem quân đi thảo phạt Cố Đặc Tháp bố nang của Mông Cổ, thu phục dân chúng bộ lạc quy hàng.

Năm thứ 3 (1629), tháng 8, ông tiếp tục đem quân đi chinh phạt Cẩm Châu, Ninh Viễn, thiêu hủy tất cả lương thảo tích lũy ở những địa phương này. Tháng 10, Hoàng Thái Cực thống lĩnh đại quân từ Hồng Sơn khẩu tiến vào, Tế Nhĩ Cáp Lãng cùng với Nhạc Thác tấn công Đại An khẩu, đến nửa đêm thì phá được Thủy Môn mà tiến vào, đánh bại quân viện binh Mã Lan doanh của nhà Minh. Sáng hôm sau, quân Minh lập doanh trại trên núi, Tế Nhĩ Cáp Lãng mang quân đánh tới, thắng liền năm trận, thu phục được Mã Lang doanh, Mã Lan khẩu và Đại An khẩu. Ông tiếp tục dẫn quân dọc theo núi, một lần nữa đánh bại viện binh của quân Minh. Ông hội quân với đại quân ở Tuân Hóa, áp sát Kinh sư nhà Minh, hạ Thông Châu Trương Gia loan.

Hiệu kỳ của Tương Lam kỳ, do Tế Nhĩ Cáp Lãng nắm giữ từ năm 1630.

Năm thứ 4 (1630), tháng giêng, Tế Nhĩ Cáp Lãng theo Hoàng Thái Cực vây Vĩnh Bình, chém đầu phản tướng Lưu Hưng Tộ, bắt giữ em trai của ông ta là Lưu Hưng Hiền. Sau khi đánh hạ Vĩnh Bình, ông cùng với Tát Cáp Lân ở lại đóng giữ, tra sét thương khố, duyệt binh lính, bố trí quan lại, truyền hịch xuống Loan Châu và Thiên An. Tháng 3, A Mẫn thay thế ông đóng giữ Vĩnh Bình, ông dẫn quân về triều.
Tuy nhiên, trong thời gian A Mẫn đóng quân, quân Minh đã đến tập kích. A Mẫn không đánh trả được liền lệnh cho thuộc hạ bỏ thành mà chạy. Đến tháng 6, Hoàng Thái Cực phái Đỗ Độ đến hỗ trợ thì biết tin A Mẫn đã bỏ thành thì cực kỳ tức giận, lệnh lột bỏ tất các tước hiệu và u cấm A Mẫn, tất cả gia sản, điền sản và đầy tớ đều thuộc về Tế Nhĩ Cáp Lãng. Đồng thời, Hoàng Thái Cực cũng trao cho Tế Nhĩ Cáp Lãng quyền kiểm soát Tương Lam kỳ - kỳ nằm dưới quyền chỉ huy của A Mẫn trước đó. Từ đó, Tế Nhĩ Cáp Lãng là một trong [Tứ đại Bối lặc] của Hậu Kim, ba người khác là Đại Thiện, Mãng Cổ Nhĩ Thái, và Hoàng Thái Cực.
Năm thứ 5 (1632), tháng 7, nhà Thanh phỏng theo nhà Minh thiết lập Lục bộ, Tế Nhĩ Cáp Lãng được giao chưởng quản Hình bộ. Cùng năm, ông tham gia trận Đại Lăng Hà.
Năm thứ 6 (1633), tháng 5, ông theo đại quân chinh phạt Sát Cáp Nhĩ, đến Quy Hóa thành, thu phục hơn ngàn người.
Năm thứ 7 (1634), tháng 5, tướng lĩnh nhà Minh là Khổng Hữu Đức, Cảnh Trọng Minh từ Đăng Châu đến xin hàng thì Minh Tổng binh Hoàng Long dùng thủy quân ngăn lại, quân Triều Tiên cũng tham gia vào, Tế Nhĩ Cáp Lãng cùng với A Tế Cách liền dẫn quân từ Trấn Giang đến đón bọn người Khổng Hữu Đức, quân Minh rút lui.

#### Thân vương nhà Thanh
Năm Sùng Đức nguyên niên (1636), ông được ban tước hiệu Trịnh Thân vương (鄭親王).
Năm thứ 3 (1638), ông đem quân tấn công Ninh Viễn, quân Minh không dám ra khỏi thành. Ông tiếp tục đem quân tấn công Mô Long quan và năm dặm Bảo đồn đài.
Năm thứ 4 (1639), tháng 5, ông liên tiếp đánh hạ Cẩm Châu, Tùng Sơn, bắt giữ hơn hai ngàn người.
Năm thứ 5 (1640), tháng 3, ông cùng Dự Thân vương Đa Đạc suất quân đội chỉnh đốn thành Nghĩa Châu, trú binh đồn điền, lại tập kích quấy nhiễu quân Minh bên ngoài Sơn Hải Quan, làm Minh triều không thể trồng trọt. Tháng 5, Hoàng Thái Cực đến xem. Mông Cổ Đa La Đặc bộ Tô Ban Đại từng phụ thuộc Minh triều lại quy hàng Đại Thanh, Hoàng Thái Cực mệnh ông cùng Đa Đạc suất binh nghênh tiếp, lúc đi qua Hạnh Sơn - Cẩm Châu, quân Minh đuổi theo bị Tế Nhĩ Cáp Lãng đánh bại. Sau, ông được ban thưởng một con ngựa tốt ngự dụng.
Tháng 9, vây Cẩm Châu - một thành quan trọng của quân Minh ở Liêu Đông, bố trí mai phục ở thành nam, địch không dám tiến, ông liền đem quân đánh thẳng đến, hạ gục hoàn toàn.
Năm thứ 6 (1641), tháng 3, tiếp tục bao vây Cẩm Châu, ông cho thiết lập tám quân doanh, đào hào sâu, vây khốn quân Tổ Đại Thọ.
Năm thứ 7 (1642), tháng 4, thành Cẩm Châu đầu hàng sau hơn một năm kháng cự.

### Thời Thuận Trị

#### Đồng phụ chính và truất quyền
Năm Sùng Đức thứ 8 (1643), ngày 9 tháng 8 (tức ngày 21 tháng 9 dương), Hoàng Thái Cực qua đời ở Thịnh Kinh.
Vào thời điểm qua đời, Hoàng Thái Cực không có để lại di chúc truyền vị, nên nội bộ Đại Thanh xảy ra chuyện tranh quyền. Người có thế lực nhất, là Túc Thân vương Hào Cách, con trưởng của Hoàng Thái Cực. Người có thế lực không kém, chính là Duệ Thân vương Đa Nhĩ Cổn - em trai Hoàng Thái Cực. Trong khi các đại thần của Tương Hoàng kỳ cùng Chính Hoàng kỳ cố gắng ủng hộ Hào Cách, thì Đa Nhĩ Cổn cùng A Tế Cách và em trai Đa Đạc duy trì sự cạnh tranh, do cả 3 có được sự ủng hộ của Chính Bạch kỳ và Tương Bạch kỳ. Hai bên phát sinh đối lập gay gắt, giương cung bạt kiếm. Tế Nhĩ Cáp Lãng tuy cũng có vị trí quan trọng, nắm giữ Tương Lam kỳ, song luôn hành xử cẩn thận, dĩ hòa vi quý, nhưng có một sự thật rằng ông lại có chiều hướng chọn Hào Cách. Khi ấy thực lực đôi bên giằng co nhau, Hào Cách bị Đa Nhĩ Cổn đánh bại bằng binh biến. Về phương diện kế thừa, Đa Nhĩ Cổn là em của Hoàng Thái Cực, nếu kế vị sẽ dẫn đến sự xáo trộn về thứ tự thừa kế, và nếu Đa Nhĩ Cổn kế vị vào lúc đó thì sẽ khiến nền chính trị xáo trộn thêm, do vậy Tế Nhĩ Cáp Lãng một lần nữa trì hoãn. Cuối cùng, Tế Nhĩ Cáp Lãng cùng Đại Thiện thương lượng, chủ trương chọn Phúc Lâm - con trai thứ 9 của Hoàng Thái Cực lên ngôi, tức Thuận Trị Đế. Do Hoàng đế còn nhỏ, Tế Nhĩ Cáp Lãng cùng Đa Nhĩ Cổn được quyền Phụ chính đại thần.
Tháng 11 năm ấy, Đa Nhĩ Cổn đang ở Thẩm Dương, Tế Nhĩ Cáp Lãng đã được cử đi đánh Sơn Hải quan - một công sự vững chắc của quân Minh để trấn giữ đường tiến vào vùng bình nguyên quanh Bắc Kinh. Vào đầu năm Thuận Trị (1644), Tế Nhĩ Cáp Lãng đã yêu cầu rằng tên của ông phải được đặt sau Đa Nhĩ Cổn trong tất cả các liên lạc chính thức, và vào ngày 17 tháng 2 cùng năm, Tế Nhĩ Cáp Lãng đã tự nguyện nhường quyền kiểm soát tất cả các công việc chính sự cho Đa Nhĩ Cổn. Ông đã không hiện diện trong lực lượng quân Thanh tiến vào Bắc Kinh vào đầu tháng 6 năm 1644. Đến tháng 10, Tế Nhĩ Cáp Lãng được tôn huy hiệu Tín Nghĩa Phụ Chính thúc vương (信義輔政叔王).
Năm Thuận Trị thứ 5 (1648), mùa xuân, Bối tử Truân Tề, Thượng Thiện cùng Truân Tề Cách dâng tấu tố cáo Tế Nhĩ Cáp Lãng, vào lúc Hoàng Thái Cực qua đời đã dung túng đại thần của hai phe Hoàng kỳ ủng lập Hào Cách, đến khi hỗ trợ tòng chinh nhập quan lại tự tiện dẫn hai Lam kỳ đi trước. Ông bị loại bỏ khỏi vị trí phụ chính và bị Đa Đạc thay thế. Mặc dù bị loại bỏ, Tế Nhĩ Cáp Lãng tiếp tục phục vụ với vai trò lãnh đạo quân sự. Trong tháng 3, Đa Nhĩ Cổn đã hạ lệnh bắt giữ Tế Nhĩ Cáp Lãng với các lời buộc tội khác nhau và Tế Nhĩ Cáp Lãng bị giáng tước từ một Thân vương thành một Quận vương Tuy nhiên, cũng trong năm đó, Tế Nhĩ Cáp Lãng đã được cử xuống miền Nam để giao chiến với các lực lượng trung thành với Nam Minh.
Đầu năm thứ 6 (1649), sau một loạt những chiến thắng quân sự của mình, ông đã hạ lệnh tiến hành một cuộc thảm sát kéo dài 6 ngày các cư dân trong thành Tương Đàm thuộc tỉnh Hồ Nam ngày nay. Ông hồi kinh trong thắng lợi vào năm 1650, sau khi đánh bại quân của Vĩnh Lịch Đế, quân chủ cuối cùng của chính quyền Nam Minh. Do chiến công này, ông được khôi phục tước Thân vương.

#### Trở lại và hạch tội Đa Nhĩ Cổn
Năm Thuận Trị thứ 7 (1650), ngày 9 tháng 12 (tức ngày 31 tháng 12 dương lịch), Đa Nhĩ Cổn qua đời. Vào lúc này, Tế Nhĩ Cáp Lãng liên hợp với các Vương đại thần khác hạch tội Nhiếp Chính vương Đa Nhĩ Cổn.
Nhóm do Tế Nhĩ Cáp lãnh đạo được sử gia Robert Oxnam gọi là "Bè phái Tế Nhĩ Cáp Lãng", nhóm này bao gồm các Hoàng thân và quý tộc Mãn Châu phản đối Đa Nhĩ Cổn và họ đã nắm giữ quyền lực trở lại sau khi Đa Nhĩ Cổn qua đời. Đầu năm sau (1651), Tế Nhĩ Cáp Lãng cùng Tốn Thân vương Mãn Đạt Hải (满达海), Đoan Trọng Thân vương Bác Lạc (博洛) cùng Kính Cẩn Thân vương Ni Kham (尼堪) hợp tấu xin truất bỏ tước hiệu Hoàng đế của Đa Nhĩ Cổn, liền sau đó kĩ càng liệt kê tội trạng của Đa Nhĩ Cổn. Lo lắng anh ruột cùng mẹ của Đa Nhĩ Cổn là A Tế Cách có thể tìm cách kế nhiệm Đa Nhĩ Cổn, Tế Nhĩ Cáp Lãng và nhóm của ông đã bắt giữ A Tế Cách vào đầu năm ấy. Sang năm thứ 9 (1652), Tế Nhĩ Cáp Lãng thụ Thúc Hòa Thạc Trịnh Thân vương (叔和碩鄭親王), từ đấy về sau thì ông là một nhân vật quyền lực của triều đình Thanh cho đến khi ông qua đời. Tứ vị phụ chính sau này của Khang Hi Đế: Ngao Bái, Át Tất Long, Sách Ni, và Tô Khắc Tát Cáp, đều là những người được ông tiến cử và rất ủng hộ ông.
Năm Thuận Trị thứ 12 (1655), tháng 5, Tế Nhĩ Cáp Lãng bệnh nguy. Thuận Trị Đế vào lúc đó giá lâm xem bệnh Thúc vương, chảy nước mắt hỏi: “Thúc vương có di ngôn gì không?”, Tế Nhĩ Cáp Lãng thều thào nói:"Thần chịu ân điển qua ba triều, mà không thể tận lực báo đáp, thực sự đau lòng. Lòng chỉ mong sớm đoạt Ván Quý, diệt Quế vương, thống nhất thiên hạ". Thuận Trị Đế nghe xong càng bi thống, ngửa cổ lên trời than:"Ông trời ơi! Vì sao không để Thúc vương trường thọ lâu dài bên trẫm?!". Vào ngày 8 tháng 5 (âm lịch), giờ Dần, Tế Nhĩ Cáp Lãng qua đời, thọ 57 tuổi. Ông được chôn cất khu vực ngoại ô thành Bắc Kinh, khu vực mà ngày nay gọi là Bạch thạch kiều Trịnh vương mộ (白石桥郑王坟).
Ông được đặc ân cho cả nhà thừa kế tước vị vĩnh viễn mà không giáng tước, do đó con trai thứ hai của ông là Tế Độ đã thế tập tước Thân vương của ông, song tên hiệu [Trịnh] được đổi thành [Giản; 簡]. Năm Khang Hi thứ 10 (1671), Tế Nhĩ Cáp Lãng chính thức được truy tặng thụy hiệu là Hiến (獻), sang năm Càn Long thì đưa bài vị vào Hiền vương từ (賢王祠) để thờ cúng. Tước hiệu Trịnh Thân vương được khôi phục vào năm Càn Long thứ 43 (1778), khi Càn Long Đế tán dương Tế Nhĩ Cáp Lãng vì vai trò của ông trong việc đánh bại quân Minh và dành cho Tế Nhĩ Cáp Lãng một nơi thờ tự trong Thái Miếu.

## Gia đình

### Thê thiếp

#### Đích Phúc tấn
- Nguyên phối: Nữu Hỗ Lộc thị (钮祜禄氏), con gái của Ngạch Diệc Đô.
- Nhị thú Phúc tấn: Diệp Hách Na Lạp thị (叶赫那拉氏), con gái của Đài cát Đức Nhĩ Hách Lễ (德尔赫礼), là cháu nội của Diệp Hách Bối lặc Kim Đài Cát.[19]
- Tam thú Phúc tấn: Hô Nhĩ Cáp Tô thị (瑚尔哈苏氏), con gái của Tháp bố nang Trác Lập Khắc Đồ (卓立克图)
- Tứ thú Phúc tấn: Diệp Hách Na Lạp thị (叶赫那拉氏), tên là Tô Thái (苏泰), em gái của Kế Phúc tấn. Ban đầu bà là đệ tam Đại Phúc tấn của Lâm Đan Hãn, sở hữu Oát Nhĩ Đóa hơn vạn hộ Cáp Nạp Thổ Môn, vì vậy mà xưng Cáp Nạp Thổ Môn Phúc tấn. Bà sinh hạ cho Lâm Đan Hãn trưởng tử Ngạch Triết - Ngạch phò của Cố Luân Ôn Trang Trưởng Công chúa. Tháng 4 năm Thiên Thông thứ 9 (1636), bà theo bộ chúng Sát Cáp Nhĩ bộ quy thuận Hậu Kim, cải giá với Tế Nhĩ Cáp Lãng. Sau khi Tế Nhĩ Cáp Lãng được phong làm Trịnh Thân vương, bà được phong làm Đại Phúc tấn.

#### Trắc Phúc tấn
- Cổ Nhĩ Cáp Tô thị (钴尔哈苏氏), con gái của Trác Lập Khắc Đồ Tha Bố Nang (卓礼克图塔布囊). Tam thú Phúc tấn.
- Trát Lỗ Đặc Bác Nhĩ Tể Cát Đặc thị (扎鲁特博尔济吉特氏), con gái của Bối lặc Ba Cách (巴格). Tứ thú Phúc tấn.

#### Thứ Phúc tấn
- Qua Nhĩ Giai thị (瓜尔佳氏), con gái của Tá lĩnh Sát Lạt Lại (察喇赖).
- Tát Nhĩ Đô thị (萨尔都氏), con gái của Vân Kị úy Đạt Hỗ (达祜).
- Qua Nhĩ Giai thị (瓜尔佳氏), con gái của Trát Tháp (扎塔).
- An thị (安氏), con gái của Thiếp Lạt Ni (贴喇尼).
- Vân thị (云氏), con gái của Đức Khắc Tố Ni (德克素尼).
- Đới Giai thị (戴佳氏), con gái của Vân Kị úy Nam Đạt Hải (南达海).
- Nữu Hỗ Lộc thị (钮祜禄氏), con gái của Bá Nhĩ Cách (伯尔格).

#### Thiếp
- Hách Xá Lý thị (赫舍里氏), con gái của Đới Đạt Lễ (戴达礼).
- Mã thị (马氏), con gái của Võ Lại (武赖).
- Đới thị (戴氏), con gái của Kiêu Kị giáo Tùng Khôn (松坤).
- Tấn thị (晋氏), con gái của Sơn Long (山隆).
- Mông Quách Tô thị (蒙郭苏氏), con gái của Mại Mật Sơn (迈密山).

Sau khi Tế Nhĩ Cáp Lãng qua đời, có 5 vị Trắc thất bị tuẫn táng, song chỉ ghi tên là: Ô Nỗ Cổ, Thư Kỷ, Tô Đãi, Đức Âm, Mục Khắc Kim.

### Hậu duệ

#### Con trai:
1. Phúc Nhĩ Đôn (富尔敦; 1633 - 1651), mẹ là Tứ thú Phúc tấn Trát Lỗ Đặc Bác Nhĩ Tể Cát Đặc thị. Mất năm 18 tuổi. Được truy phong Khác Hậu Thế tử (悫厚世子).
2. Tế Độ (济度; 1633 - 1660), mẹ là Tam thú Phúc tấn Cổ Nhĩ Cáp Tô thị. Năm 1655 được thế tập tước vị của Tế Nhĩ Cáp Lãng. Sau khi qua đời được truy thụy Giản Thuần Thân vương (简纯亲王).
3. Lặc Độ (勒度; 1636 - 1655), mẹ là Tứ thú Phúc tấn. Sau khi qua đời được truy thụy Đa La Mẫn Giản Quận vương (多罗敏简郡王).
4. Ba Nhĩ Kham (巴尔堪; 1637 - 1680), mẹ là Thứ Phúc tấn Qua Nhĩ Giai thị. Được truy phong Giản Thân vương (简亲王).
5. Huy Lan (辉兰; 1640 - 1701), mẹ là Thứ Phúc tấn An thị. Được phong Đô thống (都统).
6. Tịch Đồ Khố (席图库; 1642 - 1651), mẹ là Thứ Phúc tấn Qua Nhĩ Giai thị. Chết yểu.
7. Cố Mỹ (固美; 1645 - 1693), mẹ là Thứ Phúc tấn Tát Nhĩ Đô thị. Được phong Phụ quốc Tướng quân (辅国将军).
8. Lưu Tích (留锡; 1648 - 1703), mẹ là Thứ Phúc tấn Nữu Hỗ Lộc thị.
9. Vũ Tích (武锡; 1653 - 1707), mẹ là Thứ Phúc tấn Vân thị. Được phong Phụ quốc Tướng quân (辅国将军), sau cáo thối.
10. Hải Luân (海伦; 1655 - 1683), mẹ là Thứ thiếp Hách Xá Lý thị.

#### Con gái:
1. Trưởng nữ (1617 - 1642), mẹ là Đích Phúc tấn Nữu Hỗ Lộc thị. Được phong Quận chúa. Năm 1633 gả cho Bác Nhĩ Tế Cát Đặc thị Ngạch Nhĩ Khắc Đái Thanh, con trai của Hòa Thạc Đoan Thuận Công chúa Tôn Đại.
2. Nhị nữ (1625 - 1661), mẹ là Thị thiếp Mã Giai thị. Không được phong tước. Năm 1637 gả cho Bác Nhĩ Tế Cát Đặc thị Kỳ Thái (奇泰).
3. Tam nữ (1629 - 1631), mẹ là Tam thú Phúc tấn Cổ Nhĩ Cáp Tô thị. Chết non.
4. Tứ nữ (1630 - 1653), mẹ là Tam thú Phúc tấn Cổ Nhĩ Cáp Tô thị. Được phong Quận chúa. Năm 1643 gả cho Bác Nhĩ Tế Cát Đặc thị Mục Chương (穆章).
5. Ngũ nữ (1631 - 1693), mẹ là là Thị thiếp Mã giai thị. Không được phong tước. Năm 1646 gả cho Nạp Lạt thị Tác Bái (索拜).
6. Lục nữ (1631 - 1693), mẹ là Tam thú Phúc tấn Cổ Nhĩ Cáp Tô thị. Được phong Quận chúa. Năm 1645 gả cho Bác Nhĩ Tế Cát Đặc thị Nặc Nhĩ Bố (诺尔布).
7. Thất nữ (1632 - 1682), mẹ là Thị thiếp Mã Giai thị. Không được phong tước. Năm 1644 gả cho Hoàn Nhan thị A Khách Mật (阿喀密).
8. Bát nữ (1640 - 1675), mẹ là Thị thiếp Đới Giai thị. Không được phong tước. Năm 1654 gả cho Lý Duyên Canh (李延庚), con trai trưởng của hàng tướng Lý Vĩnh Phương (李永芳).
9. Cửu nữ (1643 - 1649), mẹ là Thứ Phúc tấn Qua Nhĩ Giai thị. Chết non.
10. Thập nữ (1648 - 1668), mẹ là Thứ Phúc tấn An thị. Không được phong tước. Năm 1662 gả cho Qua Nhĩ Giai thị Tắc Lăng Ngạch (塞楞额).
11. Thập nhất nữ (1651 - 1703), mẹ là Thị thiếp Tấn thị. Không được phong tước. Năm 1664 gả cho Tây Lâm Giác La thị Tô Bách Lâm (苏柏林).
12. Thập nhị nữ (1652 - 1661), mẹ là Thứ Phúc tấn Đới Giai thị. Chết non.
13. Thập tam nữ (1653 - 1675), mẹ là Thị thiếp Mông Quách Tô thị. Không được phong tước. Năm 1664 gả cho Bác Nhĩ Tế Cát Đặc thị Cố Mục Bố (顾穆布).
14. Thập tứ nữ (1654 - 1661), mẹ là Thị thiếp. Chết non.